# Hontianske Tesáre
Hontianske Tesáre – wieś (obec) na Słowacji położona w kraju bańskobystrzyckim, w powiecie Krupina. Pierwsze wzmianki o miejscowości pochodzą z roku 1279.
Według danych z dnia 31 grudnia 2012, wieś zamieszkiwało 928 osób, w tym 492 kobiety i 436 mężczyzn.
W 2001 roku rozkład populacji względem narodowości i przynależności etnicznej wyglądał następująco:
- Słowacy – 91,97%
- Czesi – 0,35%
- Romowie – 7,32%
- Węgrzy – 0,24%

Ze względu na wyznawaną religię struktura mieszkańców kształtowała się w 2001 roku następująco:
- Katolicy rzymscy – 65,05%
- Ewangelicy – 31,17%
- Ateiści – 3,07%
- Nie podano – 0,47%